# Chrysogorgia multiflora
Chrysogorgia multiflora is een zachte koraalsoort uit de familie Chrysogorgiidae. De koraalsoort komt uit het geslacht Chrysogorgia. De wetenschappelijke naam van de soort werd in 1936 gepubliceerd door Elisabeth Deichmann.